# شهرستان نانسی (نبراسکا)
شهرستان نانسی، نبراسکا (به انگلیسی: Nance County, Nebraska) یک سکونتگاه مسکونی در ایالات متحده آمریکا است که در نبراسکا واقع شده‌است.

## خصوصیات
شهرستان نانسی ۱٬۱۶۰٫۳۲ کیلومترمربع مساحت دارد.